# Sémiramis (Catel)
Sémiramis är en fransk opera (tragédie lyrique) i tre akter med musik av Charles-Simon Catel och libretto av Philippe Desriaux efter Voltaires tragedi med samma namn (1748) om den mytologiska prinsessan Semiramis.

## Historia
Operan hade premiär den 4 maj 1802 på Parisoperan. Ouvertyren uppförs ofta separat och påminner om Beethovens ouvertyr till Egmont. 

## Personer
- Sémiramis, Drottning av Babylon (mezzosopran)
- Arzace, eller Ninias, son till Sémiramis (tenor)
- Azéma, en prinsessa av huset Bélus (sopran)
- Assur, en prins av huset Bélus (basbaryton)
- Oroès, överstepräst (basbaryton)
- Otane, Sémiramis förtrogna (stum roll)
- Cédar, Assurs vän (tenor)
- Ninus ande (bas)
- Vakter, trollkarlar, slavar, tjänare (kör)

## Handling

### Akt I
Drottning Sémiramis har sett sin mördade make Ninus ande som har utbett sig om hämnd för sig själv och deras son Ninias, som försvann utan ett spår. 

### Akt II
Prinsessan Azéma älskar Arzace men hon varnar honom för Assur som vill tvinga henne att gifta sig med honom. Assur kommer in och grälar med Arzace. Han varnar Arzace att han kommer att döda honom precis som han gjorde med Ninus och Ninias. Sémiramis tillkännager att hon ska gifta om sig med Arzace. Detta förskräcker Azéma, men ännu mer översteprästen Oroès som har känt igen Arzace som Sémiramis förlotade son Ninias. Ninus ande uppenbarar sig och förkunnar att Arzace ska styra Babylon men först när han har gått ned i graven och hämnats Ninus död.

### Akt III
Assur och hans medhjälpare planerar att döda Arzace och kidnappa Sémiramis. Azéma är förfärad men Arzace övertygar henne om att han inte visste om drottnings bröllopsplaner. Oroès berättar för Arzace vem han egentligen är. Han avslöjar att Assur mördade Ninus på order från Sémiramis, men att Ninias lyckades att fly. När Sémiramis anländer berättar Arzace att han vet sanningen. Hon ber att han ska döda henne men först ska Arzace gå ned i graven. Azéma varnar Sémiramis för Assur och hans män som gömmer sig nere i graven för att döda Arzace. Sémiramis rusar ner i graven för att rädda honom och återvänder blödande till döds. I mörkret hade Arzece misstagit henne för Assur och ovetande dödat sin egen moder. Sémiramis förlåter honom och dör.